# 1991 RM1
1991 RM1 är en asteroid i huvudbältet som upptäcktes den 5 september 1991 av den australiensiske astronomen Robert H. McNaught vid Siding Spring-observatoriet.
Asteroiden har en diameter på ungefär 20 kilometer.